# 強風
| 0    | 1 | 2 | 3 | 4 | 5 | 6    | 7 | 8 | 9    | 10 | 11   | 12 |
| ---- | - | - | - | - | - | ---- | - | - | ---- | -- | ---- | -- |
| 無風 |   |   |   |   |   | 強風 |   |   | 烈風 |    | 暴風 |    |

根據世界氣象組織的定義，強風（Strong）的定義是指風力達蒲福氏風級6級至7級，即每小時41至62公里，相當於每小時22至33海里或每秒11至17米的風力。在澳門，蒲福氏風級6級及7級的風力分別稱為「清勁」（Strong breeze）及「強勁」（Near gale）。較強風風力高一級的，是烈風，而低一級的則是清勁。
如港澳風力達強風程度，香港天文台會發出三號強風信號或強烈季候風信號，澳門氣象局會懸掛三號風球或強烈季候風信號。

## 影響
樹木搖動，逆風難行。門、窗或牆壁當風時會發出呼呼低音風切聲。街上的木板或雜物可能被吹倒。

## 相對的熱帶氣旋分級
在西北太平洋，其中心附近最高持續風力達強風程度的熱帶氣旋，會被分級為熱帶低氣壓（Tropical Depression）。熱帶低氣壓中心附近最高持續風力達每小時41至62公里，對陸地影響甚為輕微。而近年對香港造成較大影響的熱帶低氣壓有：於2000年6月18日於香港登陸的熱帶低氣壓。

## 相對的熱帶氣旋警告信號

### 香港及澳門
當熱帶氣旋令香港及澳門風力達強風程度，會令到香港發出三號強風信號，或令澳門懸掛三號風球，意指風力預測或已經每小時41至62公里。一個熱帶低氣壓登陸或近距離掠過，亦會發出上述信號。

### 中國大陸
如中國大陸各市縣24小時內可能受熱帶氣旋影響，平均風力達強風以上程度，或者已經受熱帶氣旋影響，平均風力達強風程度並可能持續，當地氣象局會發出颱風藍色預警信號。

### 台灣
當預測颱風的七級風暴風範圍（每小時52公里以上）可能侵襲臺灣或金門、馬祖100公里內海域，臺灣中央氣象局會在之前24小時對該海域發佈海上颱風警報。而當預測颱風的七級風暴風範圍（每小時52公里以上）可能侵襲臺灣或金門、馬祖陸地，會在之前18小時對各該地區發佈陸上颱風警報。如一熱帶性低氣壓在臺灣附近，則發佈熱帶性低氣壓特報。

### 菲律賓
當菲律賓受熱帶氣旋影響，未來36小時內該區風力可達30－60公里／小時（清勁至強風程度），會發出一號風暴信號。

## 大風信號
如果風速達到強風或以上的程度，而風勢是因為季候風引致，香港天文台就會發出強烈季候風信號（又稱黑球，因為以往以懸掛形式發出的強烈季候風信號標誌是一個黑色的圓球）。澳門氣象局則會懸掛強烈季候風信號（簡稱黑球）。如在非熱帶氣旋情況下，風力在六小時内可能或者已經達到強風或以上的程度，中國大陸各市縣（廣東省除外，但不包括深圳）會發出大風藍色預警信號（當沙塵暴預警信號生效時則不會發出）。
如廣東省各市縣（深圳及珠海除外）六小時內可能受雷雨大風影響，風速達到強風或以上的程度並伴有雷電，當地氣象局會發出雷雨大風藍色預警信號。
當臺灣預測或觀測平均風力達六級，陣風八級以上時，中央氣象局會發布強風特報，強風特報可分為海上強風特報及陸上強風特報。
當美國沿岸及五大湖現時或未來十二小時內風力達到強風程度，美國國家氣象局會發出小型船隻注意報告。當預料陸地風力達每小時50–63公里時，及/或陣風達每小時74–92公里時，會發出大風注意報告。
當預料澳洲沿岸風力達強風程度時，澳洲氣象局會發出強風警告。